# O Elvas CAD
O Elvas Clube Alentejano de Desportos – portugalski klub piłkarski z Portalegre. Powstał w 1947 roku w wyniku fuzji SL Elvas i SC Elvas. Sport Lisboa e Elvas (założony w 1925 roku) i O Elvas CAD spędziły kilka lat w najwyższej klasie rozgrywkowej w Portugalii. Obecnie klub gra w Portalegre 1ª Divisão.

## Sezon po sezonie
| Sezon   | Poziom   | Liga                | Sekcja                | Miejsce | Ruch   |
| ------- | -------- | ------------------- | --------------------- | ------- | ------ |
| 2009–10 | Poziom 5 | Distritais          | AF Portalegre – Honra | 2       |        |
| 2010–11 | Poziom 5 | Distritais          | AF Portalegre – Honra | 1       | Awans  |
| 2011–12 | Poziom 4 | Terceira Divisão    | Série E – 1ª Fase     | 6       | Spadek |
| 2012–13 | Poziom 5 | Distritais          | AF Portalegre – Honra | 1       | Awans  |
| 2013–14 | Poziom 3 | Campeonato Nacional | Série G               | 7       | Spadek |